# 清弁

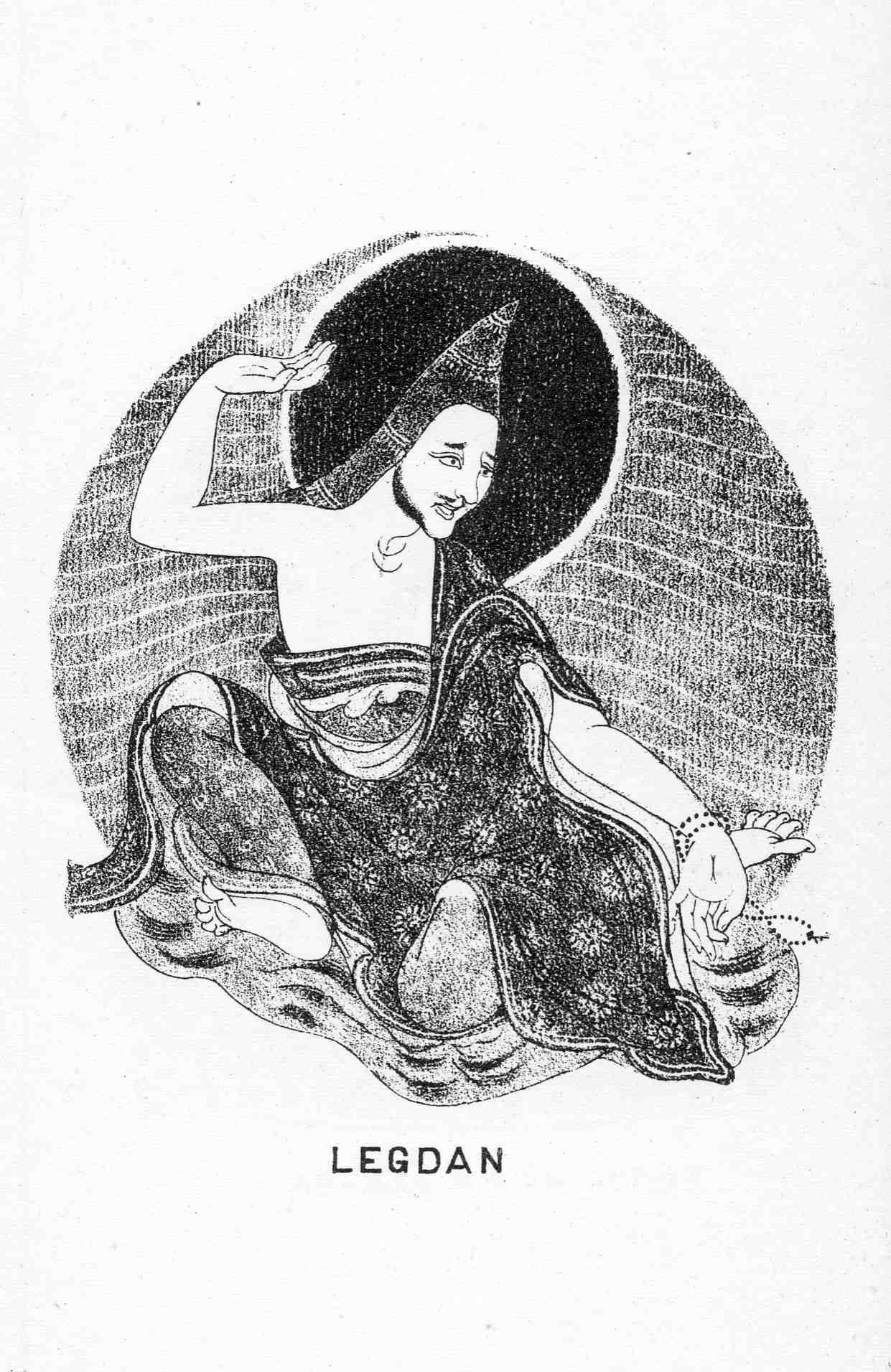
清弁

清弁（しょうべん、梵: Bhāviveka, バーヴィヴェーカ、梵: Bhavya, バヴィヤ、梵: Bhāvaviveka, バーヴァヴィヴェーカ）は、490年頃から570年頃のインド仏教の中観派の学者である。
唯識派の陳那の影響を受け、龍樹の『中論』に表れる空の思想を論理学的な推論式によって積極的に論証するという方法を確立した。しかしその論理学的方法は、後に月称（7世紀）によって批判された。
チベット仏教の教学においては、この月称による批判をもって中観派は自立論証派（スヴァータントリカ）と帰謬論証派（プラーサンギカ）に分裂したとする。

## インドにおける呼称
江島恵教は月称造『プラサンナパダー』の12のネパール系写本における、清弁の呼称がBhāvavivekaとBhāvivekaという二系統であり、Bhavyaは存在しないことを指摘している。また、江島は成立が比較的早い中国の諸資料における呼称を検討し、7世紀ごろの玄奘による「婆毘吠伽」という音写語がBhāvivekaと還元できること、またプラバーカラミトラ訳『般若灯論釈』の著者名「分別明」という訳語における「明」がbhāに対応しても、bhavya、bhāvaを想定しえないことから、インドでの呼称は「バーヴィヴェーカ」(Bhāviveka)が正しい形であるとしている。

## 著作
- 『中観心論』 - 論理学的推論式によって空を論証できることを明らかにして、他学派の説を批判する
- 『般若灯論』（はんにゃとうろん） - 『中論』の注釈書。
- 『大乗掌珍論』（だいじょうしょうちんろん） - 空思想の概説書。

### 著者問題が未解決のもの
- 『中観義集』(Madhyamakārthasaṁgraha)
- 『異部分派解説』(Nikāyabhedavibhaṅgavyākhyāna)